# S4 (Berlijn)
De S4 is een voormalige lijn van de S-Bahn van Berlijn die actief was tussen december 1997 en juni 2002. De lijn was een tijdelijke route voor de heropende delen van de Ringbahn als onderdeel van de S-Bahn. De S4 is in 2002 vervangen door lijn S41 die de gehele ronde met de klok mee rijdt en S42 die tegen de klok in rijdt. 

## Route
S4 werd voor het eerst geopend tussen de stations Jungfernheide en Schönhauser Allee via station Südkreuz. In 1998 werd de lijn vanaf Schönhauser Allee verlengd naar Bernau (tegenwoordig onderdeel van de S2). Toen het tracé tussen Jungfernheide en Westhafen werd geopend in december 1999, werd de lijn wederom verlengd met twee nieuwe stations: Beusselstraße en Westhafen. De laatste aanpassing aan de S4 was toen het traject naar Bernau werd afgestoten en de S4 werd doorgetrokken naar station Gesundbrunnen. De S4 werd opgeheven en vervangen door de S41 en S42 toen het laatste station van de Ringbahn, Wedding, werd geopend. 